# Takaki Fukumitsu
Takaki Fukumitsu (福満 隆貴 Fukumitsu Takaki?), född 22 februari 1992 i Kagoshima prefektur, är en japansk fotbollsspelare.
Fukumitsu började sin karriär 2012 i Verspah Oita. 2015 flyttade han till Renofa Yamaguchi FC. Han spelade 64 ligamatcher för klubben. 2017 flyttade han till Cerezo Osaka. Med Cerezo Osaka vann han japanska ligacupen 2017 och japanska cupen 2017. Efter Cerezo Osaka spelade han för Mito HollyHock och Avispa Fukuoka.